# Neko no ko koneko, shishi no ko kojishi
Neko no ko koneko, shishi no ko kojishi (em kanji: 子子子子子子子子子子子子, "Filho de gato é gatinho; filho de leão, leãozinho", que em japonês moderno é escrito como 猫の子子猫、獅子の子子獅子) é um jogo de palavras japonês, concebido originalmente pelo imperador Saga (que governou entre 809 e 823) e desvendado pelo poeta Ono no Takamura. A história desse trocadilho-charada é apresentada originalmente no Uji Shūi Monogatari, escrito em princípios do século XIII.

## Lenda
Conta-se que no Palácio Imperial havia uma placa escrita em japonês antigo que ninguém conseguia ler e que dizia "無悪善". O imperador pediu insistentemente a Ono no Takamura que a lesse, mas este não queria responder. Após ter sido pressionado, respondeu "Saga nakute yokaran", "Onde não há mal, há bem". Ocorre que Ono leu o kanji "悪" (que significa "mal") como "Saga", o nome do imperador. Ono quis dizer realmente "onde não há mal, há bem", mas o imperador entendeu como "onde não há Saga, há bem", o que causou mal-estar, pois era uma ofensa ao imperador.
O Imperador Saga resolveu condenar Ono pela ofensa. O poeta, no entanto, insistiu em sua inocênciaz. Diante disso, o imperador desafiou-o dizendo que, se podia ler qualquer coisa, deveria decifrar um texto, caso contrário seria castigado. Grafou, então, o kanji 子, que significa criança, doze vezes seguidas: "子子子子子子子子子子子子". Ono respondeu, lendo-o como "Neko no ko koneko, shishi no ko kojishi". A resposta surpreendeu o imperador, pois Ono soube ler uma frase coerente a partir de algo que, aparentemente, era a mera repetição de um mesmo signo. Isso fez com que o resolvesse perdoar o poeta.

## Explicação
Ono usara quatro diferentes leituras para o kanji 子: "ne" é a leitura kun'yomi (com leitura de origem japonesa) para a magnitude usada na Antiga China para medir o tempo; "ko" é outra leitura kun'yomi, enquanto "shi" é a leitura on'yomi (leitura de origem chinesa) do tipo go-on (leitura usada na China durante as Dinastias Meridionais e Setentrionais) ou kan-on (leitura usada na China durante a Dinastia Tang). Finalmente, "ji" é uma variação do som "shi". Enquanto a "no", é uma partícula possessiva japonesa,  sem representação escrita no japonês antigo, que tinha fortes raízes chinesas. Assim, a frase poder ser lida como neko no ko no koneko, shishi no ko no kojishi.